# Fenntartható turizmus

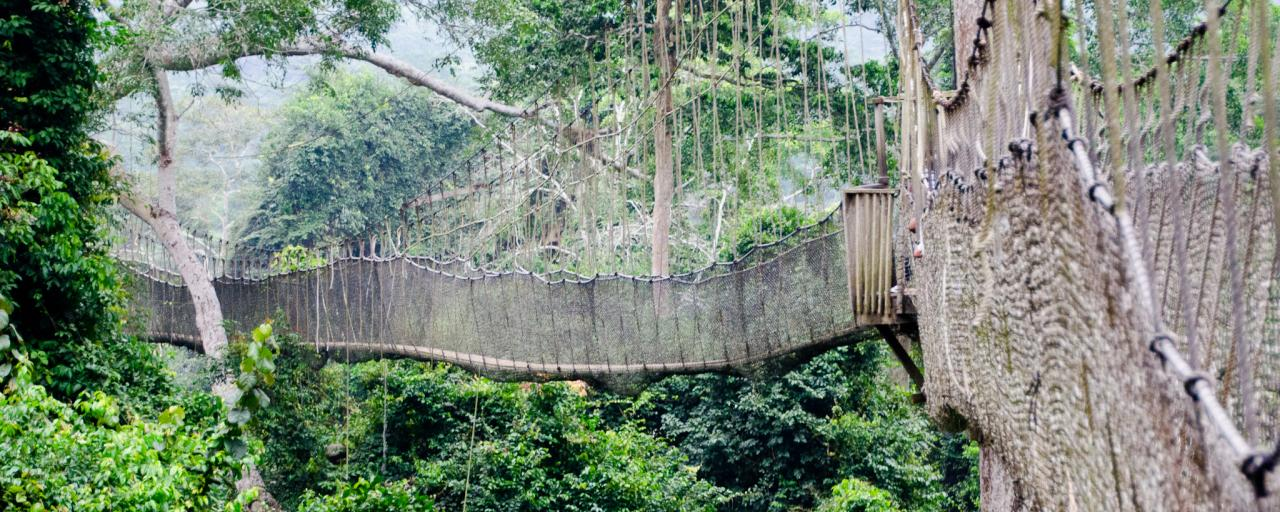
Egy lombkorona sétány a Ghánai Kakum Nemzeti Parkban, amely biztosítja, hogy a turisták a lehető legkevésbé zavarják a környező ökológiát. A látogatói park 1998-ban elnyerte a Holnap Turizmusáért Globális Díjat

A fenntartható turizmus magában foglalja a teljes turisztikai élményt, beleértve az gazdasági, társadalmi és környezeti kérdések iránti aggodalmat, valamint a turisták élményeinek javítására és a fogadó közösségek igényeinek kielégítésére irányuló törekvéseket. A fenntartható turizmusnak figyelembe kell vennie a környezetvédelmi aggodalmakat, a társadalmi egyenlőséget, az életminőséget, a kulturális sokszínűséget, valamint egy dinamikus, életképes gazdaságot, amely munkahelyeket és jólétet biztosít mindenkinek. Gyökerei a fenntartható fejlődésben vannak, és bizonyos zavarok is felmerülhetnek a "fenntartható turizmus" kifejezés értelmezésével kapcsolatban. Mára széles körű konszenzus alakult ki afelől, hogy a turizmusnak fenntarthatónak kell lennie. Valójában minden turisztikai forma fenntartható lehet, ha megfelelően tervezik, fejlesztik és menedzselik. A turisztikai fejlesztő szervezetek fenntartható turisztikai gyakorlatokat népszerűsítenek annak érdekében, hogy mérsékeljék a turizmus növekvő hatásainak negatív következményeit, például a környezeti hatásokat.
Az ENSZ Világturisztikai Szervezete hangsúlyozta ezeket a gyakorlatokat azzal, hogy a fenntartható turizmust a Fenntartható Fejlődési Célok részeként népszerűsítette, olyan programokon keresztül, mint a 2017-es Fenntartható Turizmus Nemzetközi Éve volt. A fenntartható turizmusnak és a Fenntartható Fejlődési Célok (SDGs) közül többnek is közvetlen kapcsolata van. 2019-ben a turizmus "a globális bruttó hazai termék 10,3 százalékát adta, az nemzetközi turisták száma elérte az 1,5 milliárdot (3,5 százalékos növekedés) és 1,7 trillió dollár exportbevételt generált, mégis, vagy éppen ezért jelentős fejlesztésekre van szükség a megfelelő menedzsment és a fenntartható turizmus szélesebb körű fenntartható fejlődési stratégiába való beillesztése révén.

## Meghatározás
A fenntartható turizmus „rendkívül összetett fogalom, változatos definíciókkal a fogalom jelentésének és használatának eltérő értelmezése miatt”. Gyökerei a fenntartható fejlődésben rejlenek, ez a kifejezés „nyitott a széles értelmezésre”. Ez némi zavarhoz vezethet a fenntartható turizmus jelentését illetően. 
A fenntartható turizmus definíciója 2020-tól a következő: "Olyan módon és olyan léptékben fejlesztett és fenntartott turizmus, amely végtelen ideig életképes marad, miközben megőrzi a Föld életfenntartó rendszerét, amelytől a jelenlegi és a jövő generációinak jóléte függ."
A fenntartható turizmus a teljes turisztikai élményt lefedi, ideértve a gazdasági, társadalmi és környezeti problémákkal való törődést, valamint a turisták élményeinek javítására való odafigyelést. A fenntartható turizmus koncepciója a turisztikai tevékenységek negatív hatásainak csökkentését célozza. Ez szinte általánosan elfogadottá vált, mint a turizmusfejlesztés kívánatos és politikailag megfelelő megközelítése.

## Háttér

### Globális célok
Az ENSZ Turisztikai Világszervezetének egyik fontos célja, hogy a turizmus egészét is minél hatékonyabban tudja szolgálni a Fenntartható Fejlődési Célok (SDG) elérését. A Fenntartható Fejlődési Célok 17 összekapcsolt globális célból állnak, amelyeket úgy terveztek, hogy "útmutatóul szolgáljanak egy jobb és fenntarthatóbb jövő eléréséhez mindenkinek". Habár néhány ország és az iparág szektorai kezdeményezéseket hoznak létre a turizmus terén az SDG-k megcélzására, a tudásmegosztás, a finanszírozás és a fenntartható turizmushoz kapcsolódó politikák még nem teljes mértékben elégítik ki az érintettek igényeit.
Az SDG-k a turizmussal és a fenntartható turizmussal kapcsolatos célokat is kitűztek:
- A 8. SDG (Tisztességes munka és gazdasági növekedés) 8.9. célkitűzése kimondja: „2030-ig dolgozzon ki és hajtson végre politikákat a fenntartható turizmus előmozdítására, amely munkahelyeket teremt, valamint népszerűsíti a helyi kultúrát és termékeket”.
- A 12. SDG (felelős fogyasztás és termelés) 12.a célja a következőképpen fogalmazódott meg: „Eszközök kidolgozása és bevezetése a fenntartható fejlődésre gyakorolt hatások nyomon követésére a fenntartható turizmus számára, amely munkahelyeket teremt, és népszerűsíti a helyi kultúrát és termékeket”. Az UNWTO ennek a célpontnak a letéteményese.
- A 14. SDG (Víz alatti élet) 14.7. célkitűzése a következő: „2030-ra növelni kell a fejlődő kis szigetállamok és a legkevésbé fejlett országok gazdasági előnyeit a tengeri erőforrások fenntartható használatából, többek között a halászat, az akvakultúra és a turizmus fenntartható gazdálkodásán keresztül”. [2]

### Összehasonlítás a hagyományos turizmussal és a tömegturizmussal
Az UNWTO szerint: "A turizmus magában foglalja azoknak a személyeknek a tevékenységeit, akik szabadidős, üzleti és egyéb céllal utaznak el és tartózkodnak helyeken, amelyek kívül esnek szokásos környezetükön, és nem több mint egy éven keresztül." A közgazdászok szerte a világon az nemzetközi turizmus folyamatos növekedését jósolják, a növekedés mértéke a helyszíntől függ. Mint a világ egyik legnagyobb és leggyorsabban növekvő iparága, ez a folyamatos növekedés nagy stresszt fog gyakorolni a fennmaradó biológiailag sokféle élőhelyekre és az őslakos kultúrákra. 
A távoli helyek és a fejlettebb területeken folyó turizmus összehasonlítása néhány kulcsfontosságú különbséget támaszt alá. A hagyományos turizmus gyakran rendelkezik átfogó infrastruktúrával a turisták igényeinek kielégítésére, míg a távoli helyszínek valószínűleg nem rendelkeznek ilyen fejlett infrastruktúrával. Például „új repülőterek és szállodák” épülnek egyre növekvő mértékben. Ezért az erőfeszítések, hogy összehasonlítsuk és tömegturizmust hozzunk a legtávolabbi szigetekre, a távoli régiók kielégítik és megfelelnek a vendégek igényeinek ezeknek a létesítményeknek a fejlesztésével. Fontos azonban megjegyezni, hogy a környezetben változások történhetnek különféle okok miatt. Például drasztikus változások történhetnek a generációk közötti különbségek és a változó társadalmi-politikai struktúrák miatt. A tömegturizmus a nagy számú turisták szervezett mozgását jelenti népszerű úti célokhoz, mint például vidámparkok, nemzeti parkok, strandok vagy hajóutak. A tömegturizmus szabványosított csomagolt szabadidős termékeket és élményeket használ, amelyek egyszerre nagy számú turistát képesek kiszolgálni.

## Kapcsolódó hasonló fogalmak

### Felelősségteljes turizmus
Míg a "fenntartható turizmus" egy fogalom, addig a "felelős turizmus" kifejezés azokra a viselkedésekre és gyakorlatokra utal, amelyek a fenntartható turizmushoz vezethetnek. Például a hátizsákos turizmus olyan trend, amely hozzájárul a fenntarthatósághoz az ehhez kapcsolódó különböző környezeti, gazdasági és kulturális tevékenységek révén. Az összes érdekelt felelős azért a turizmusért, amelyet kifejleszt vagy amelyben részt vesz. Mind a szolgáltatók, mind a vásárlók vagy fogyasztók felelősségre vonhatók. A felelősségvállalás „gondolkodást” igényel, amely a tervezési és fejlesztési keretrendszerek használatával, amelyek megfelelően alapulnak az etikai gondolkodáson azon, hogy mi jó és helyes a közösségek, a természetes világ és a turisták számára.
A Felelős Turizmus Központja szerint a felelős turizmus olyan turizmus, „amely maximalizálja a helyi közösségeknek nyújtott előnyöket, minimalizálja a negatív társadalmi vagy környezeti hatásokat, és segít a helyi embereknek megőrizni a törékeny kultúrákat és élőhelyeket vagy fajokat.” A felelős turizmus nem csak a fizikai környezettel való interakciókért való felelősségvállalást foglalja magában, hanem a gazdasági és társadalmi interakciókért is. Bár különböző csoportok eltérő módon értelmezhetik a felelősséget, a közös megértés az, hogy a felelős turizmusnak javulást kellene eredményeznie a turizmusban. Ez magában foglalná az etikai gondolkodást arról, hogy mi „jó” és „helyes” a helyi közösségek és a természeti világ, valamint a turisták számára. A felelős turizmus egy törekvés, amely különböző módon valósulhat meg különböző kiindulási piacokon és a világ változatos úti céljaiban.
A felelős turizmust kritikák is érték. Tanulmányok kimutatták, hogy az egyének felelős turizmusban való részvételének mértéke függ a társadalmi bevonódásuktól. Ez azt jelenti, hogy a turisták viselkedése változhat attól függően, hogy milyen mértékű társadalmi részvételt választanak. Egy tanulmány, amely a felelős turisták viselkedésével foglalkozik, arra a következtetésre jutott, hogy nem csak a turisták személyes viselkedése alakítja az eredményeket, hanem az is tükröződik abban, milyen mechanizmusokat helyeztek el a kormányok. Más kutatások megkérdőjelezték azt az ígéretet, hogy a turizmus, még a felelős turizmus is, összhangban van az ENSZ Fenntartható Fejlődési Céljaival, tekintettel arra, hogy ilyen hatások mérésére nehéz. Néhányan azt állítják, hogy valójában elvonja a figyelmet a turizmussal kapcsolatos szélesebb kérdésekről, amelyek szabályozásra szorulnak, mint például a látogatók száma és a környezeti hatás.

### Ökoturizmus
Az ökoturizmus egy természetre fókuszáló turizmusforma, amelynek célja a természeti környezet megőrzéséhez való hozzájárulás. Általában úgy definiálják, mint amely minimális hatással van a környezetre, és magában foglalja a megőrzéshez való hozzájárulást és a környezeti nevelést is. A definíció néha magában foglalja azt is, hogy pénzügyileg előnyös a vendéglátó közösség számára, vagy lehetővé teszi a megőrzést pénzügyi szempontból. Számos különböző definíció létezik, és a kifejezés helyes meghatározása 2009-ig aktív vita tárgya volt. A kifejezést szélesebb körben használják sok olyan szervezet által, amelyek természeti turizmust kínálnak, de nem összpontosítanak a környezetre gyakorolt előnyös hatásra.

### Természet-pozitív turizmus
A természetpozitív turizmus elismeri, hogy a turizmusnak többet kell tennie, mint hogy ne hagyjon nyomot. Pozitív előnyöket kell hagynia a természeti világ számára. Ez a regeneratív turizmus egy formája, a természetpozitív turizmus egy módja annak, hogy a turizmusipar foglalkozzon a globális biológiai sokféleség válságával a természetpozitív megközelítés vállalásával. Ez ágazati szintű változást igényel a természet csökkenésének megállítására és visszafordítására 2030-ra, valamint a teljes helyreállítás elérésére 2050-re.
Az iparágban a természetpozitív megközelítés 2030-ra történő elfogadásának előmozdítása érdekében az ENSZ Világturisztikai Szervezete, a Világ Utazási és Turisztikai Tanács (WTTC) és a Fenntartható Vendéglátás Szövetsége létrehozta a Természetpozitív Turizmus Partnerséget (NPTP) a COP15 után. Szélesebb körben a partnerség célja a Globális Biológiai Sokféleség Keretrendszer végrehajtásának támogatása, egy olyan megállapodás, amely szorosan illeszkedik a természetpozitív cél elveihez.
A Természetpozitív Turizmus Partnerség (NPTP) elindítása óta közel 150 szervezet mutatott támogatást. Egy jelentés ('Nature Positive Travel & Tourism in Action') jelent meg 2024 áprilisában, amely leírja a partnerség tervét a természetpozitív cél felé haladásra. A javasolt prioritási intézkedések közé tartozik a biodiverzitásra gyakorolt hatások azonosítása az üzemeltetés értékelése révén, SMART célok (specifikusak, mérhetőek, kijelölhetőek, reálisak és időben meghatározottak) megállapítása, valamint az állatkihasználás leállítása. Ez egy korábbi jelentést követ, amelyet a WTTC adott ki 2022-ben, közvetlenül a COP15 előtt, amely elindította a természetpozitív utazási kezdeményezését.

## Kritika
Bár fenntartható turizmusra irányuló megoldásokat keresünk, a turizmus rendszerében nem tapasztalható kívánatos változás. A fenntartható modelleknek alkalmazkodniuk kell az új kihívásokhoz és szembe kell nézniük a társadalmi átalakulások szélesebb formáival. Sok kritikus szerint a "fenntartható turizmus" kifejezés ellentmondásos, mivel alapvetően nem képes végtelenül folytatódni. Az igaz és tökéletes fenntarthatóság valószínűleg csak a legkedvezőbb körülmények között lehetséges, mivel az egyenlőség, gazdaság és ökológia érdekei gyakran ütköznek egymással, és kompromisszumokat igényelnek. Valóság, hogy sok minden, amit fenntarthatóság nevében tesznek, valójában csak az extra profitok lehetővé tételét leplezi. Gyakran előfordul, hogy a helyi lakosság elidegenedik a turistáktól. Az ilyen esetek kiemelik, hogy a fenntartható turizmus széles spektrumon mozog a "nagyon gyenge" és "nagyon erős" között, amikor figyelembe vesszük az antropocentrizmus mértékét és az emberi és természeti erőforrások kiaknázását.

### Nemzetközi szervezetek

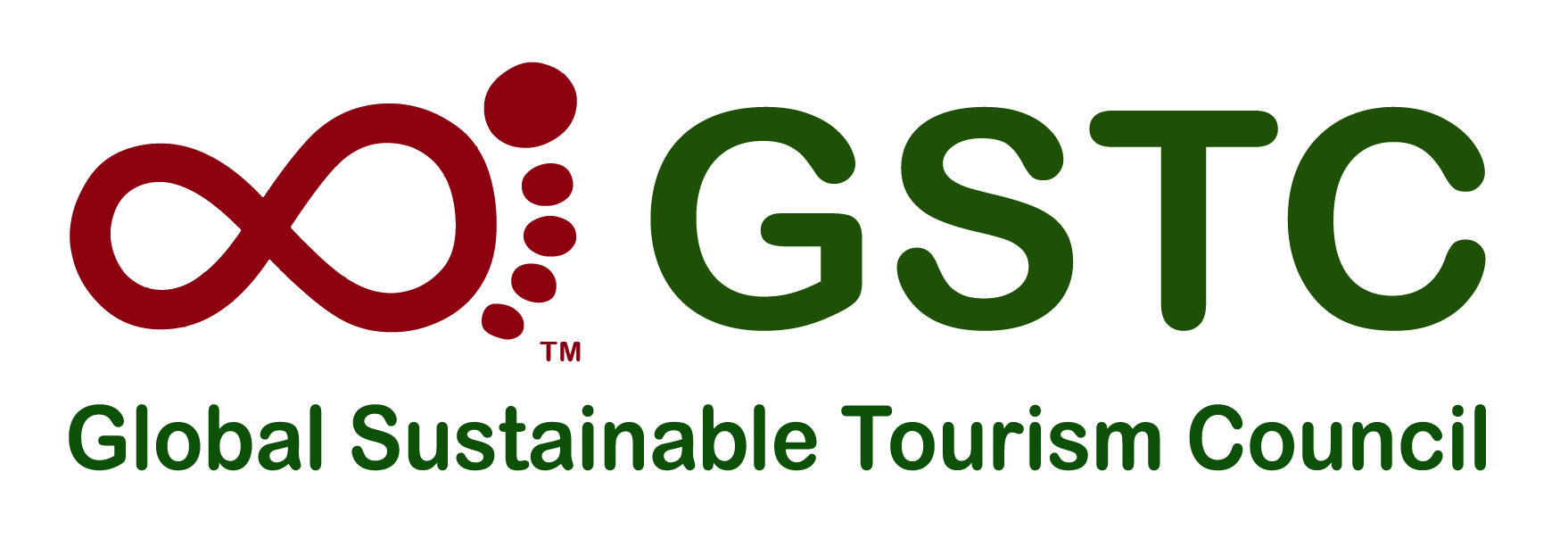
A Globális Fenntartható Turisztikai Tanács logója

A Globális Fenntartható Turizmus Tanács (GSTC) az a nemzetközi szervezet, amely elősegíti a fenntartható turizmus gyakorlatainak jobb megértését és ismereteit, előmozdítja az univerzális fenntartható turizmus elveinek elfogadását, és növeli a fenntartható utazás iránti keresletet. A GSTC fogalmazta meg azokat a nemzetközi kritériumokat, amelyek egy globális standardot kínálnak a fenntartható utazás és turizmus számára, amely magában foglalja a célpontok, túraszervezők és szállodák számára szánt kritériumokat és teljesítménymutatókat. A GSTC Kritériumok szolgálnak a nemzetközi standardként a tanúsító ügynökségek számára (azok a szervezetek, amelyek megvizsgálják a turisztikai termékeket, és tanúsítják őket mint fenntartható vállalatokat). Magyarországon jelenleg a turisztikai vállalkozások a Good Travel Seal, a Green Key és a Travelife minősítést használják, míg a desztinációk, települések a Green Destinations nemzetközi fenntartható turisztikai minősítést célozzák meg. 

### Menedzsment szempontok
A fenntartható turizmus gyakorlatainak előmozdítása gyakran kapcsolódik a turisztikai helyszínek helyi közösségek vagy lakosok általi kezeléséhez. Ez a turizmusforma arra az elvre épül, hogy azok az emberek, akik egy erőforrás mellett élnek, a legalkalmasabbak annak megóvására. Ez azt jelenti, hogy a turisztikai tevékenységeket és vállalkozásokat a helyi közösség tagjai fejlesztik és működtetik, természetesen az ő beleegyezésükkel és támogatásukkal. A fenntartható turizmus tipikusan magában foglalja azon erőforrások megőrzését, amelyeket a turizmus céljaira hasznosítanak. A helyiek üzemeltetik a vállalkozásokat és felelősek a megőrzési üzenetek terjesztéséért, hogy megvédjék környezetüket.
A közösségalapú fenntartható turizmus (CBST) az ökoturizmus helyszínének fenntarthatósági sikerét a helyszíntől közvetlenül vagy közvetve függő közösségek kezelési gyakorlataihoz köti. A CBST egyik kiemelkedő jellemzője, hogy a helyi tudást általában az ökoturizmus üzleti modelljeinek széles általános keretei mellett használják fel. Ez lehetővé teszi a helyiek részvételét a menedzsment szinten, és általában lehetővé teszi a környezet mélyebb megértését.
A helyismeret felhasználása a turisztikai ágazatba való könnyebb belépési szintet is jelenti azon helyiek számára, akiknek munkahelyét vagy megélhetését befolyásolja környezetük turisztikai helyszínként való használata. A környezeti szempontból fenntartható fejlődés alapvetően függ a projekt helyi támogatásától.  Azt is megjegyezték, hogy a siker érdekében a projekteknek közvetlen előnyöket kell nyújtaniuk a helyi közösség számára. 

### Fenntartható turisztikai városok
- 2019-ben a perui Machu Picchut „Latin-Amerika első 100%-ban fenntartható városaként ismerték el a hulladékkezelés révén”.[3] :383
- Bhután országa is kiemelkedően fenntartható, az egyetlen szén-dioxid-semleges országok egyike.[4] Bhután ellensúlyozza a helyiek és a turisták által termelt szénlábnyomot vízenergiával működő megújuló energiával és hatalmas erdőterületével, amely természetes szén-elnyelőként működik.
- Magyarországon 2023-ban Veszprém és Miskolc fenntartható turisztikai jó gyakorlata bekerült a Green Destinations fenntartható turisztikai világversenyén a világ legjobb 100 projektje közé. 2024-ben már Tokaj-Hegyalja, Veszprém, Esztergom és Sárvár is elindult a világversenyen, mind a négy projekt a legjobbak közé került.

## Külső hivatkozások
- Felelős Turizmus Nemzetközi Központja
- A biológiai sokféleség megőrzésének és a fenntartható turizmus összekapcsolása a világörökségi helyszíneken
- ENSZ Gazdasági és Szociális Ügyek Osztálya, Fenntartható Fejlődés Osztálya
- Afrikai Vásár Turisztikai és Kereskedelmi Szervezete
- Fokvárosi Nyilatkozat a Felelős Turizmusról
- Globális Fenntartható Turisztikai Tanács
- Fenntartható turizmus, haladás, kihívások és lehetőségek: bevezető
- I-DEST.com - Európa első fenntartható turisztikai portálja
- Green Destinations képviselet Magyarországon
- Good Travel Seal nemzetközi fenntartható turisztikai minősítés Magyarországon

## Fordítás
Ez a szócikk részben vagy egészben  a   Sustainable tourism című angol Wikipédia-szócikk fordításán alapul.  Az eredeti cikk szerkesztőit annak laptörténete sorolja fel. Ez a jelzés csupán a megfogalmazás eredetét és a szerzői jogokat jelzi, nem szolgál a cikkben szereplő információk forrásmegjelöléseként.